# Juli Zeh

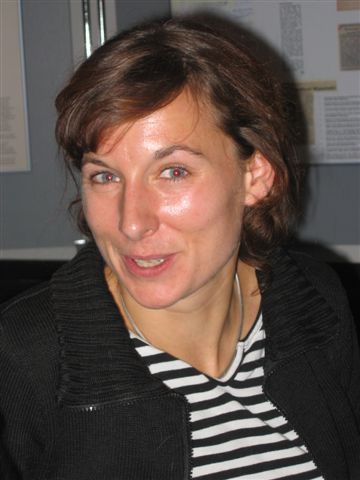
Juli Zeh (2004)

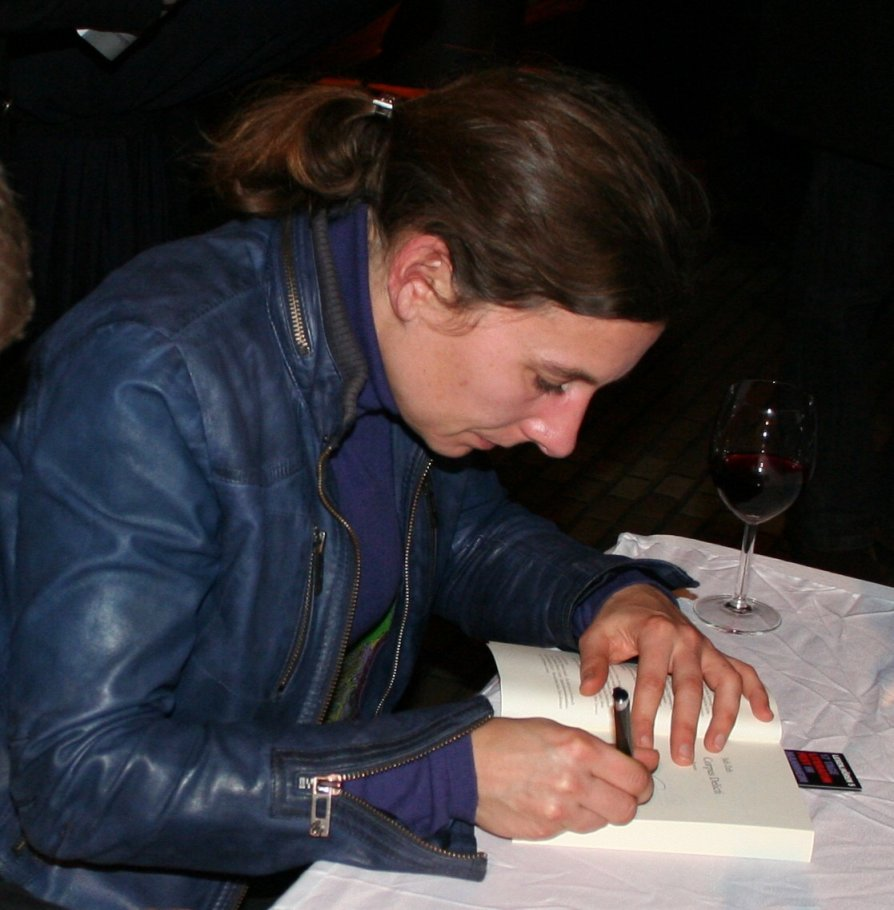
Juli Zeh signeert een boek

Juli Zeh, thans  Julia Barbara Finck, (Bonn, 30 juni 1974) is een Duitse schrijfster.
Haar eerste boek was Adler und Engel, dat in 2002 werd onderscheiden met de Deutsche Bücherpreis voor het beste debuut. Haar reis door Bosnië en Herzegovina in 2001 was de basis voor haar boek Die Stille ist ein Geräusch.
Juli Zeh studeerde rechten in Passau, Krakau, New York en Leipzig.

### Romans
- Adler und Engel, Frankfurt/Main (Schöffling) 2001. Nederlandse vertaling: Adelaars en engelen, Ambo|Anthos 2009
- Die Stille ist ein Geräusch, Frankfurt/Main (Schöffling) 2002
- Recht auf Beitritt? Ansprüche von Kandidatenstaaten gegen die Europäische Union, 2002
- Spieltrieb, Frankfurt/Main (Schöffling) 2004. Nederlandse vertaling: Speeldrift, Ambo|Anthos 2006
- Ein Hund läuft durch die Republik, Frankfurt/Main (Schöffling) 2004
- Kleines Konversationslexikon für Haushunde (Schöffling) 2005
- Alles auf dem Rasen (Schöffling) 2006
- Schilf (Schöffling) 2007. Nederlandse vertaling: Vrije val, Ambo|Anthos 2008
- Corpus Delicti: Ein Prozess (Schöffling) 2009. Nederlandse vertaling: Corpus Delicti: een proces,  Ambo|Anthos 2009
- Nullzeit (Schöffling) 2012. Nederlandse vertaling: Nultijd, Ambo|Anthos 2013
- Unterleuten 2016. Nederlandse vertaling: Ons soort mensen, Ambo|Anthos 2016
- Leere Herzen 2017. Nederlandse vertaling: Lege harten, Ambo|Anthos 2018
- Neujahr 2018. Nederlandse vertaling: Nieuwjaar, Ambo|Anthos) 2019
- Gebrauchsanweisung für Pferde 2019
- Über Menschen  2021. Nederlandse vertaling: Onder buren, Ambo|Anthos 2021

### Kinderboeken
- Das Land der Menschen (Schöffling) 2008

### Theaterstukken
- Corpus Delicti (Rowohlt Theater Verlag 2007)

### Prijzen
- 2000: Caroline Schlegelprijs
- 2002: Deutscher Bücherprijs
  - Rauriser Literaturprijs
  - Literatuurprijs van de Stad Bremen
- 2003: Ernst Tollerprijs
  - Hölderlin-Förderprijs
- 2005: Per Olov Enquistprijs
- 2008: Jürgen Bansemer & Ute Nyssenprijs
  - Prix Cévennes du roman européen
- 2009: Carl Amery Literatuurprijs
  - Solothurner Literatuurprijs
  - Gerty Spies Literatuurprijs
- 2013: Thomas Mannprijs
- 2014: Hoffmann von Fallerslebenprijs
- 2015: Kulturgroschen van de Deutschen Kulturrates
  - Hildegard von Bingenprijs
- 2017: Samuel Bogumil Lindeprijs
- 2017: Bruno Kreiskyprijs voor het politieke boek
- 2018: Orde van Verdienste van de Bondsrepubliek Duitsland
  - Ernst Johannprijs van de stad Schifferstadt
- 2019: Heinrich Böllprijs